# Opsin
Opsini su grupa na svetlost senzitivnih 35-55  za membranu-vezanih G protein-spregnutih receptora retinoidne proteinske familije nađenih u fotoreceptorskim ćelijama retine. Pet klasičnih grupa opsina je obuhvaćeno čulom vida. Oni posreduju konverziju fotona u elektrohemijski signal, što je prvi stepen kaskade vizuelne transdukcije. Postoji još jedan opsin koji je nađen u mrežnjači sisara, melanopsin, on učestvuje u cirkadijalnim ritmovima i refleksu zenica ali ne u formiranju slike.

## Klasifikacija opsina
Opsini se dele u dve grupe koje nisu homologne, ali su konvergentno evoluirale slični oblik i funkciju. Tip I opsina su izraženi kod prokariota, dok životinje koriste tip II opsina. Opsini nisu nađeni izvan ovih grupa (na primer kod biljki, gljivica, ili plakozoa), mada još nepotvrđeni izveštaji o opsinima kod sunđera možda sugerišu da su opsini bili prisutni kod drevnih životinja.

## Literatura
1. ↑  Yoshinori Shichida, Take Matsuyama (2009). „Evolution of opsins and phototransduction”. Phil. Trans. R. Soc. B. 364 (1531): 2881—2895. doi:10.1098/rstb.2009.0051.
2. 1 2  David C. Plachetzki, Caitlin R. Fong and Todd H. Oakley (2010). „The evolution of phototransduction from an ancestral cyclic nucleotide gated pathway”. doi:10.1098/rspb.2009.1797.
3. ↑  Fernald RD (2006). „Casting a genetic light on the evolution of eyes”. Science (New York, N.Y.). 313 (5795): 1914—8. PMID 17008522. doi:10.1126/science.1127889.
4. ↑  „Porifera: Amphimedon queenslandica (sponge) .. 1 opsin”. GenomeWiki. University of California Santa Cruz (UCSC) Genome Bioinformatics Group.

## Spoljašnje veze
- Ilustracija Архивирано на веб-сајту  (9. јануар 2020)
- Opsin на 